# Brama garażowa
Brama garażowa – drzwi prowadzące do garażu, które otwiera się ręcznie lub za pomocą silnika elektrycznego. Z reguły bramy garażowe są często na tyle duże, aby pomieścić samochody i inne pojazdy. Małe bramy garażowe mogą być wykonane w jednym panelu, natomiast większe drzwi są zazwyczaj wykonane z kilku łączonych paneli, które przesuwają się po torach wzdłuż sufitu garażu albo zwijają się w rolkę nad bramą. Mechanizmy wykonawcze mają za zadanie zrównoważyć ciężar drzwi i zmniejszyć nakład pracy ludzi lub silnika niezbędny do działania (otwierania i zamykania) drzwi. Drzwi są wykonane z drewna, metalu lub z włókna szklanego, mogą być dodatkowo izolowane, aby zapobiec utracie ciepła.

## Drzwi garażowe składające się z pojedynczego panelu
Pojedyncze drzwi płytowe są wykonane z jednego monolitycznego panelu. Z pozycji zamkniętej drzwi pojedyncze podnoszą się do góry do pozycji równoległej z sufitem pozostawiając wejście do garażu w pełni otwarte. Wadą monolitycznych drzwi panelowych jest to, że podczas otwierania bramy łuk drzwi wystaje na zewnątrz garażu. Oznacza to, że pojazd musi się zatrzymać i zaparkować kilka metrów przed drzwiami, aby uniknąć uderzenia przez bramę podczas jej otwierania.

## Bramy segmentowe
Bramy segmentowe są zwykle zbudowane z trzech do ośmiu paneli przesuwanych w górę nad głową. Bramy segmentowe zajmują dokładnie tyle samo wewnętrznej przestrzeni garażowej co bramy składające się pojedynczego panelu.  Bramy segmentowe można stosować w wielu różnorodnych sytuacjach montażowych, bez względu na to, jaki kształt posiada otwór do garażu. Bramy segmentowe posiadają dwie wyraźne zalety w stosunku do wersji z pojedynczym panelem:
- Otwieranie bramy segmentowej nie wymaga przestrzeni na zewnątrz garażu, dlatego umożliwiają parkowanie pojazdu tuż przed samą bramą.
- Każdy panel bramy segmentowej ma własne połączenie z prowadnicą podczas zamykania drzwi. Zwiększa to niezawodność i wytrzymałość.

Bramy mogą być wykonane z wielu materiałów ale stal, aluminium, drewno, miedź, szkło oraz winyl (polietylen) są najbardziej popularnymi materiałami.

## Bramy rolowane
Bramy rolowane są najczęściej wykonane ze stali falistej. Ewoluowały one od okien oraz pokrycia do drzwi. Inne materiały mogą być wykorzystane (np; przezroczyste włókno szklane karbowane), tam gdzie nie jest wymagana silna odporność na uderzenia. Pomarszczony wygląd nadaje bramom odpowiedniej ochrony przed uderzeniami. Typowa brama rolowana ma zainstalowaną sprężynę wewnątrz mechanizmu zwijania. Sprężyna zmniejsza wysiłek potrzebny do otwarcia drzwi. Większe bramy rolowane montowane w celach komercyjnych posiadają napędy łańcuchowe lub dodatkowy silnik odpowiedzialny za podnoszenie i opuszczanie drzwi. Drzwi rolowane nie mogą być skutecznie izolowane.

## Utrzymanie
Konserwacja bramy garażowej jest opisana w instrukcji producenta i składa się z okresowych kontroli poprawności działania, najważniejszych części i smarowania.

## Błędy podczas budowania bram
Do popularnych błędów należą:
- przygotowywanie projektu garażu z nietypowymi warunkami zabudowy
- przygotowanie bramy garażowej o złych rozmiarach (za duży lub za mały otwór wjazdowy)
- błędy w pomiarze
- źle przymocowane prowadnice bram
- odwrotne założenie sprężyn

## Bezpieczeństwo
Bramy garażowe mogą spowodować obrażenia i szkody materialne (w tym kosztowne uszkodzenie samych drzwi) na kilka różnych sposobów. Najczęstsze przyczyny wypadków związanych z bramami garażowymi to m.in. spadające drzwi, nieprawidłowo dostosowane ustawienia siły otwierania, próby naprawiania bramy własnoręcznie bez odpowiedniej wiedzy i narzędzi oraz niekontrolowane uwolnienie napięcia sprężyny.
Brama garażowa, która ma złamaną lub źle ustawioną siłę sprężyny może spaść. Spadająca brama gwałtownie nabiera prędkości i może wyrządzić wiele poważnych obrażeń lub nawet śmierć. Dzieci nigdy nie powinny być pozostawione bez opieki w pobliżu otwierających lub zamykających się bram.
Wszystkie nowoczesne bramy są wyposażone w odpowiednie "silniki detekcji", które sprawiają, że drzwi po napotkaniu zbyt dużego oporu podczas zamykania lub otwierania powracają do poprzedniej pozycji.